# 동부전구

동부전구

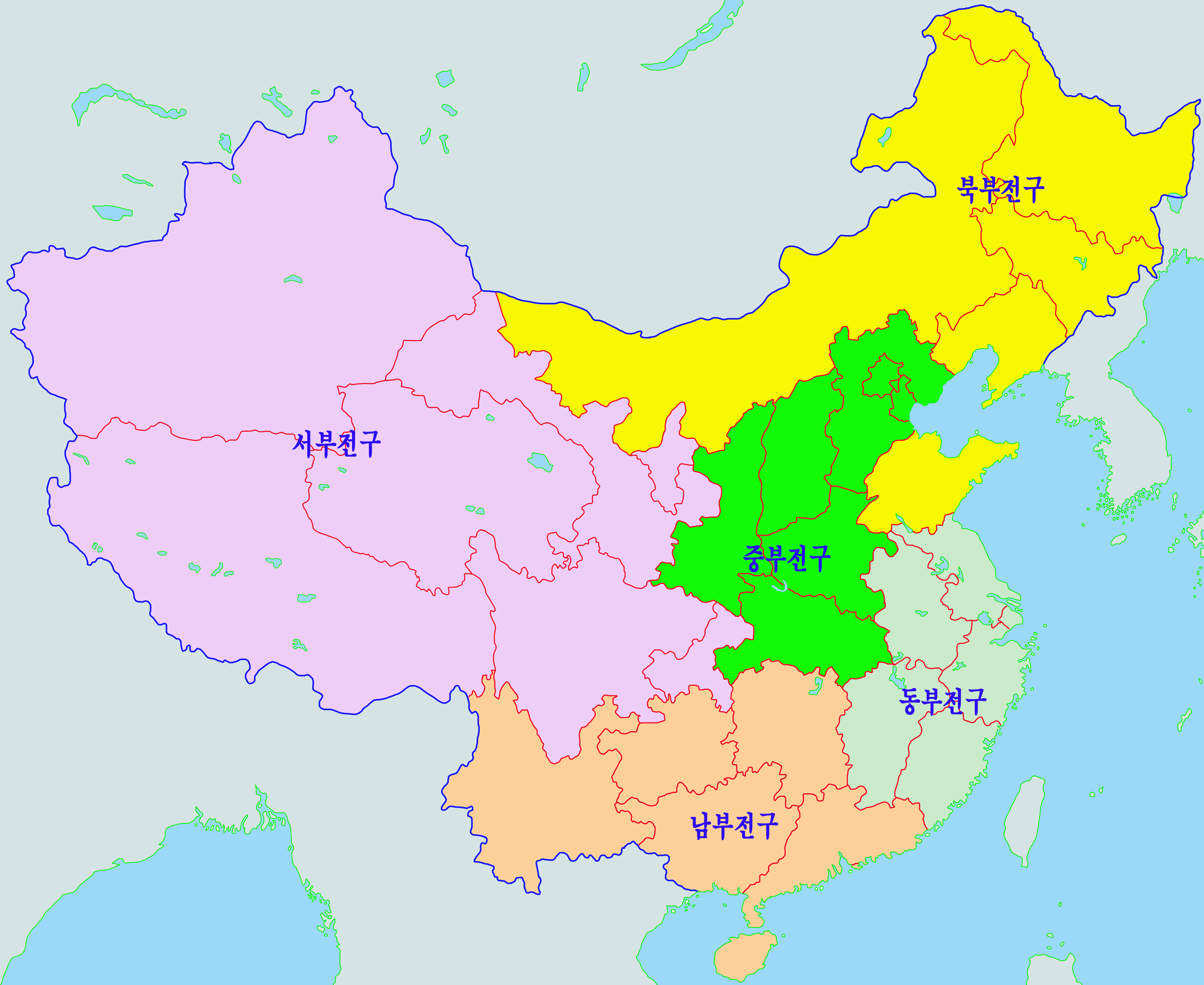
중국은 세계 4위 영토대국이며 세계 2위 경제대국이기 때문에 광활한 영토를 지키기 위해 영토를 기점으로 5개의 큰 군집단이 지키고 있다. 이들은 전구로 불린다.

중국인민해방군 동부전구(中國人民解放軍 東部戰區, 영어: Eastern Theater Command, ETC)는 중국 인민해방군의 전구다. 5대 전구 중 동부에 위치한 전구이다.

## 역사
2016년 2월 1일, 중화인민공화국 베이징의 바이이 빌딩(八一大楼)에서 열린 중국 인민해방군 창립 회의가 열렸다. 회의에서 시진핑 국가주석 겸 중국 공산당 총서기는 전군을 7개 군구 편제에서 5개 전구 편제로 바꿀 것을 요구했다.

### 방어하는 영토
장쑤성, 상하이시, 저장성, 안후이성, 장시성, 푸젠성에 걸친 영토를 지킨다. 방어하는 영토 면적은 66만km2에 달해 대한민국 실효 지배 영토(약 10만km2)의 6배가 족히 넘는다.

### 군사적 가치

#### 해상의 가치
동부전구는 센카쿠 열도 분쟁이나 대만과의 분쟁과 밀접한 연관이 있는 부대다. 세계 4위급 해군력을 가진 일본의 제2호위대군, 세계 1위 공군을 가진 미국의 가데나 공군기지와 대치중이어서 중국으로선 서방세계와의 사실상 최전방이다.

### 전략적 가치

#### 대만과의 분단 상태
중국은 대만과 사실상 분단 상태에 있으며, 중화민국 정부가 타이완 섬을 실효지배하고 있는 상태다. 홍콩 신문은 대만의 국산 순항미사일 슝펑이 싼샤 댐까지 타격 가능하기 때문에, 중국에 비해 열등한 군사력을 극복하고 국방할 능력이 있다는 주장을 하였다.

### 부대의 위상

#### 경제적 위상
자국내 국내총생산 1위의 도시 상하이시를 방어하기 때문에 경제적 위상이 높다.

## 동부전구 사령부
- 사령부: 난징
- 사령원: 허웨이둥 상장
- 정치위원: 허핑 상장
- 부사령원: 취유중 중장
- 부정치위원: 장홍빈 중장

## 육군
- 동부전구 육군사령부 = 푸젠성 푸저우시 주둔
- 사령원: 취유중 중장
- 정치위원: 장홍빈 중장
  - 제71집단군(장쑤성 쉬저우 주둔: 구 난징 군구 제1집단군)
  - 제72집단군(저장성 후저우시 주둔: 구 난징 군구 제12집단군)
  - 제73집단군(푸젠성 샤먼시 주둔: 구 난징 군구 제31집단군)

## 해군
- 동해함대 사령부 = 닝보시 둥첸후
- 사령원: 웨이강 중장
- 부사령원: 류칭송 중장

### 전구별 해군 전력 비교
| 전구 | 항공모함 | 상륙함 | 방공구축함 | 미사일 호위함 | 원잠 | 재래식잠수함 | 함대총톤수 |
| ---- | -------- | ------ | ---------- | ------------- | ---- | ------------ | ---------- |
| 북부 | 1        | 2      | 15         | 35            | 0    | 8            | 60만t      |
| 동부 | 0        | 2      | 19         | 32            | 6    | 32           | 90만t      |
| 남부 | 1        | 2      | 18         | 26            | 4    | 24           | 70만t      |
| 전체 | 2        | 6      | 52         | 93            | 10   | 64           | 220만t     |

## 공군
- 인민해방군 공군 동부전구 = 상하이
- 사령원: 황궈시안 중장
- 정치위원: 정웨이거 중장

### 편성
- 동부전구 - 난징 MRAF
  - 제3항공사단 - J-10연대 + J-7E연대 + Su-30MKK연대
  - 제10항공사단(폭격) - H-6E 2개 폭격기연대 + Y-8D 1개 ECM연대
  - 제14항공사단 - J-11A연대 + J-7H연대
  - 제26항공사단(특임) - KJ-2000/KJ-2001개 AEW/AWCAS 연대 + M-171/Z-8 SCAR(Combat Search And Rescue) 연대 + JZ-8F 정찰 연대
  - 제28항공사단 - JH-7A 연대 + Q-5D 2개 연대
  - 제28항공사단 - Su-30MKK 연대 + J-7C연대 + J-8B/D연대
  - 1개 독립정찰연대 + JZ-6
  - K-8, JJ-5, CJ-6로 구성된 1개 비행훈련학교
  - 3개 SAM여단
  - 1개 방공포(ADA)여단
  - 2개 독립SAM연대

### 중국 인민해방군 공군 전구별 전력
| 전구 | J-11    | J-10    | J-16   | J-20  | JH-7   | Su-27  | Su-30 | 3세대전투기(계) | 조기경보기(계) |
| ---- | ------- | ------- | ------ | ----- | ------ | ------ | ----- | --------------- | -------------- |
| 중부 | 200(4)  | 130(3)  | 25(1)  | 10(1) | 25(1)  | 50(1)  | 0     | 430             | 10             |
| 북부 | 150(3)  | 60(2)   | 50(2)  | 0     | 50(1)  | 0      | 0     | 260             | 8              |
| 동부 | 100(2)  | 125(3)  | 25(1)  | 10(1) | 125(3) | 25(1)  | 70(2) | 340             | 14             |
| 남부 | 0       | 125(3)  | 25(1)  | 0     | 0      | 25(1)  | 25(1) | 200             | 0              |
| 서부 | 200(4)  | 20(1)   | 0      | 0     | 70(2)  | 25(1)  | 0     | 225             | 6              |
| 전체 | 620(13) | 460(12) | 128(5) | 20(2) | 270(7) | 100(3) | 97(2) | 1,695           | 38             |

## 같이 보기
- 남부전구
- 서부전구
- 북부전구
- 중부전구
- 중국 인민해방군